# Fonction primitive
Pour les articles homonymes, voir Primitif.
Ne pas confondre avec la notion de fonction primitive en mathématiques.
En informatique, une fonction primitive (parfois appelée simplement « primitive » lorsqu'il n'y a pas d'ambiguïté) peut désigner une fonction de base fournie par une couche logicielle, juste au-dessus de l'architecture matérielle d'un ordinateur.
Les primitives sont généralement fournies par une interface de programmation. Elles sont souvent plus rapides et efficaces que leurs versions équivalentes programmées à haut niveau, car elles sont optimisées pour le matériel piloté, en gérant les entrées-sorties.

## Exemples
- Assembleur
- BIOS
- Les fonctions de dessin vectorielles d'une carte vidéo sont accessibles par le pilote adéquat.
- Les appels systèmes des systèmes d'exploitation.